# İsa Turan
İsa Turan (Trebisonda, 6 agosto 1969) è un allenatore di calcio ed ex calciatore turco, di ruolo difensore.

## Palmarès

### Giocatore

#### Competizioni nazionali
- TFF 1. Lig: 1

Samsunspor: 1992-1993

#### Competizioni internazionali
- Coppa dei Balcani per club: 1

Samsunspor: 1993-1994